# Aeroporto de Coxim

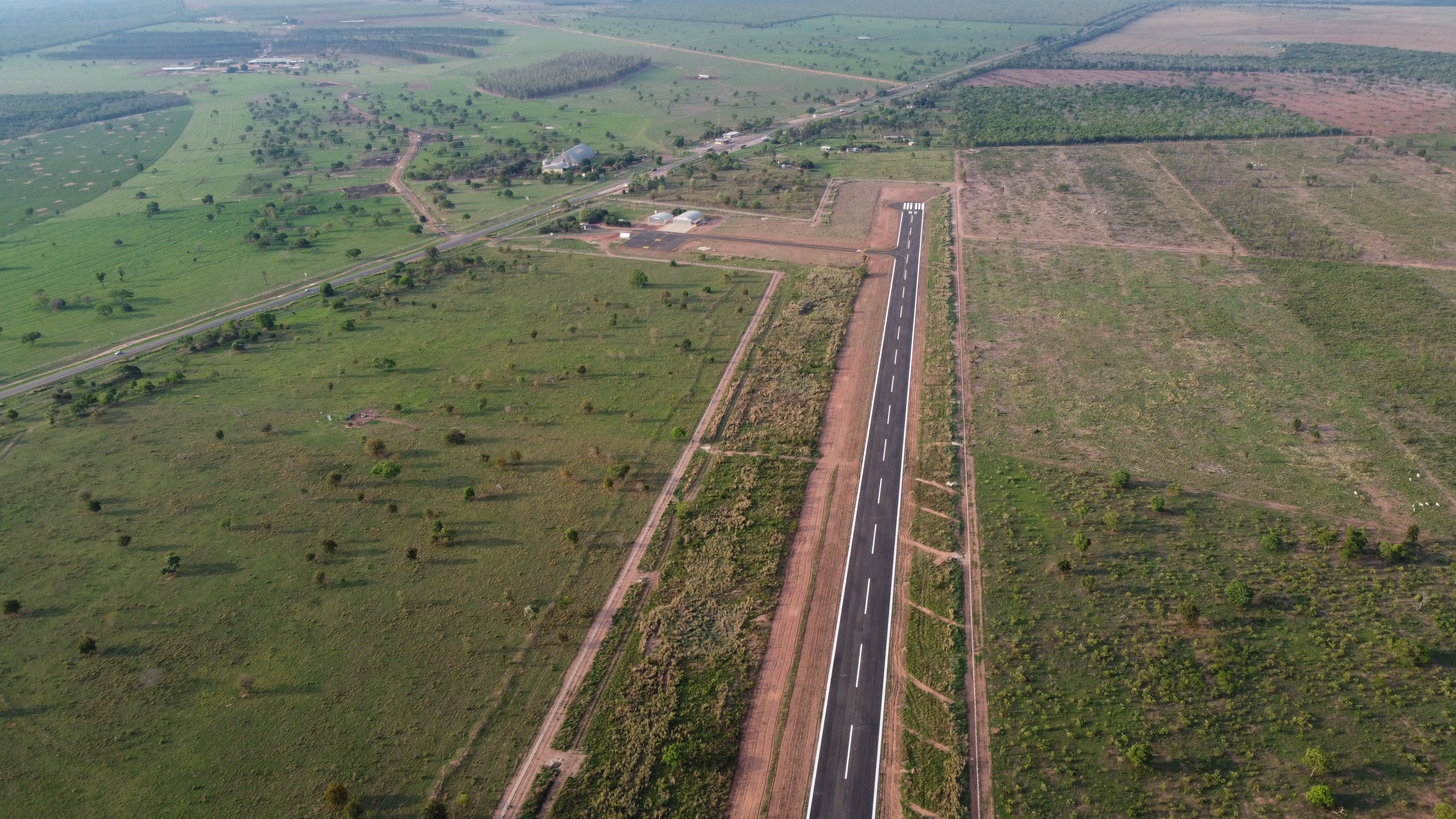
Foto aérea do Aeroporto de Coxim

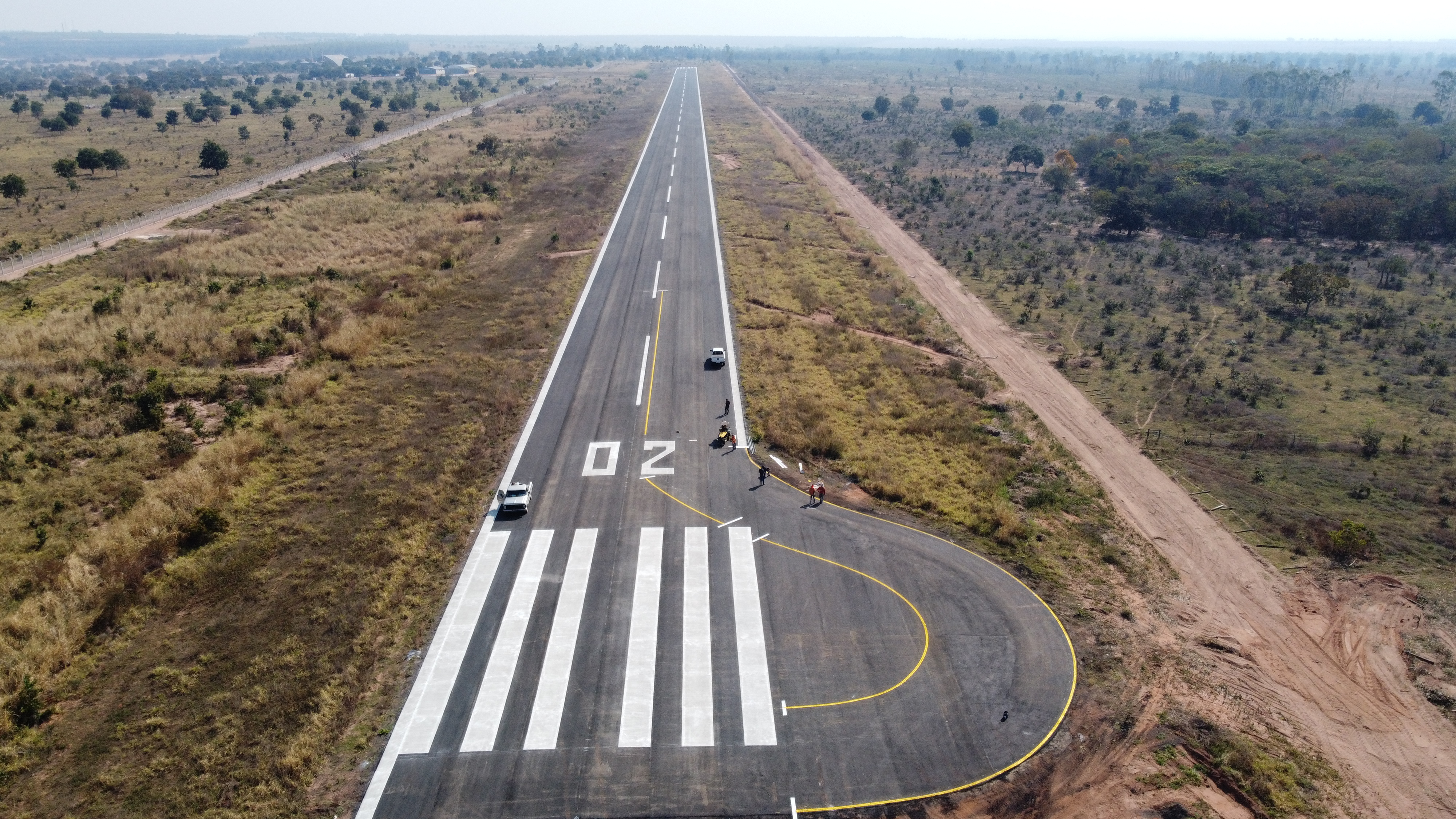
Foto do Aeródromo de Coxim - SSCI

O Aeroporto Municipal de Coxim é uma infraestrutura aeronáutica provida de terminal de passageiro, pista de pouso e decolagem, taxiway e pátio.
A pista, taxiway e pátio, foram reformados em 2021 e possui uma excelente infraestrutura para atendimento dos voos da aviação geral. 
Possui abastecimento de aeronaves AVGAS. 

## Características[1]
- Operadora: Prefeitura Municipal de Coxim
- Endereço: Rodovia BR 163 Km 734
- Cidade: Coxim
- Estado: Mato Grosso do Sul
- Código IATA:
- Código ICAO: SSCI
- Terminal de passageiros: Sim
- Movimento:
- Companhias aéreas: Não
- Comprimento da pista (m): 1300x23
- Altitude: 294 pés
- Piso: Asfalto
- Sinalização: Sim
- Superfície: Asfalto